# Erythrodes glandulosa
Erythrodes glandulosa är en orkidéart som först beskrevs av John Lindley, och fick sitt nu gällande namn av Oakes Ames. Erythrodes glandulosa ingår i släktet Erythrodes och familjen orkidéer. Inga underarter finns listade i Catalogue of Life.